# وینترشاید
وینترشاید (به آلمانی: Winterscheid) یک شهر در آلمان است که در بیتبورگ-پروم واقع شده‌است.